# ダニエル・ポーリー
ダニエル・ポーリー （Daniel Pauly、1946年5月2日 - ）は フランス生まれの海洋生物学者で、人類が地球全体の水産に与えた影響に関する研究で著名。カナダにあるブリティッシュコロンビア大学の水産資源研究所（現・海洋漁業研究所）内におけるシーアラウンドアスプロジェクトにて教授職とプロジェクトリーダーを務める。2003年11月から2008年10月には同センターの所長も兼務。

## 来歴
1946年パリに生まれる。農業経済学を学ぼうと23歳でドイツのキール大学に入学したが、大学付属の海洋科学研究所でのアルバイトで海洋生物に興味を持つ。修士課程を修了してガーナ、アメリカ、インドネシアで過ごした後、1979年にキール大学で漁業生物学の博士号取得。同年フィリピンの国際水産資源管理センター（ICLARM、現・マレーシアのワールドフィッシュ）で、漁獲量拡大に関する仕事につく。その地で東南アジアの水産資源がトロール漁業で枯渇していく実態を知る。
1994年、ポーリーはカナダのブリティッシュコロンビア大学水産資源研究所トニー・ピッチャー所長に呼ばれ、同研究所で漁業の教授に就任する。2003年から2008年には所長を務める。漁業学者の多くが水産業界寄りであるのを批判し、地球全体を視野に入れた研究活動を進め、アメリカのピュー慈善信託の援助を得て、シーアラウンドアスプロジェクトで環境保護のための調査を行った。このプロジェクト名は、レイチェル・カーソンの海に関するベストセラー『われらをめぐる海』に因んでつけられたものである。
2005年、第13回コスモス国際賞を受賞し、授賞式のために10月に来日した際、当時の皇太子夫妻と面談した。

## 主な著作
- On the Sex of Fishes and the Gender of Scientists, Chapman & Hall, 1994[13]
- Reinventing fisheries management. Springer, 1999
- In a perfect ocean: the State of fisheries and ecoxystems in the North Atlantic Ocean. Island Press, 2003[14]
- Darwin's fish: an encyclopedia of ichthyology, ecology, and evolutinon. Cambridge University Press, 2004
  - ダーウィンフィッシュ : ダーウィンの魚たちA～Z. 西田睦, 武藤文人訳, 東海大学出版会, 2012.12 ISBN 978-4-486-01883-4
- 5 easy pieces: how fishing impacts marine ecosystems. Island Press, 2010 ISBN 978-1-59726-719-9[15]
- Vanishing fish: shifting baselines and the future of global fisheries. 2019. Greystone Books ISBN 978-1-77164-398-6[16]
  - 消えゆくさかな : 世界の漁業への科学者からの警鐘. 武藤文人訳, 東海大学出版部, 2021.2 ISBN 978-4-486-02197-1[17]

## 受賞
- 2001年 - Murray Newman Award for Excellence in Marine Conservation Research Oscar E. Sette Award (American Fisheries Society)[1]
- 2003年 - Scientific American’s 50 Research Leaders in 2003[18]（サイエンティフィック・アメリカン）
- 2005年 - 第13回コスモス国際賞（公益財団法人国際花と緑の博覧会記念協会）[1]
- 2006年 - ボルボ環境賞[19]（ボルボ環境賞財団）
- 2008年 - ラモン・マルガレフ生態学賞（英語版）[20]（カタルーニャ自治州）
- 2019年 - BBVA Foundation Frontiers of Knowledge Award
- 2023年 - タイラー賞